# Hädderbach

Im Hädderbachtal

Der Hädderbach ist ein etwa drei Kilometer langer Nebenfluss der Schwarza und der Oberhainer Dorfbach. Er entspringt östlich der Barigauer Höhe (665 m) und fließt im Tal zwischen Ziegenberg (460 m) und Elmischer Berg (529 m) in nördliche Richtung, bevor er nahe dem Bahnhof Sitzendorf links in die Schwarza mündet. Im Hädderbach ist Goldwäscherei möglich. Im unteren Bereich des Bachlaufes wird ein goldhaltiges Kieslager angeschnitten. 1999 wurde hier ein Nugget mit einer Masse von 5,23 g gefunden.